# Аржи (Рона-Алпи, Ен)
Аржи (фр. Argis) насеље је и општина у источној Француској у региону Рона-Алпи, у департману Ен (Рона-Алпи) која припада префектури Belley.
По подацима из 2011. године у општини је живело 421 становника, а густина насељености је износила 53,7 становника/km². Општина се простире на површини од 7,84 km². Налази се на средњој надморској висини од 320 метара (максималној 819 m, а минималној 300 m).

## Демографија
| 1962. | 1968. | 1975. | 1982. | 1990. | 1999. | 2011. |
| ----- | ----- | ----- | ----- | ----- | ----- | ----- |
| 544   | 582   | 479   | 447   | 405   | 390   | 421   |

График промене броја становника у току последњих година